# Nonio
Nonio (piemontiul: Gnun) település Olaszországban. Lakosainak száma 834 fő (2023. január 1.). Nonio Cesara, Pella, Quarna Sotto, Omegna, Varallo Sesia és Pettenasco községekkel határos.

## Népesség
A település népességének változása:
| Lakosok száma | 867  | 850  | 834  |
|               | 2017 | 2018 | 2023 |